# Matrimoni e altri disastri
Matrimoni e altri disastri è un film del 2010 diretto da Nina Di Majo.
È stato distribuito nelle sale cinematografiche italiane a partire dal 23 aprile 2010, incassando complessivamente 3 645 000 euro.

## Trama
Firenze. Bea e Alessandro devono sposarsi tra un mese, ma lei deve partire per un viaggio di lavoro negli Stati Uniti e dovrebbe rimandare il matrimonio. I genitori di Bea però convincono la sorella maggiore di lei, Nanà, a organizzare il matrimonio facendosi aiutare dal cognato, in assenza di Bea. Ma al ritorno di quest'ultima si scoprirà che non tutto è come sembra e il matrimonio adesso è a rischio.

## Riconoscimenti
- 2010 – Nastro d'argento
  - Candidatura alla migliore attrice protagonista a Margherita Buy
  - Candidatura alla migliore attrice non protagonista a Luciana Littizzetto